# Regione di Atacama
La regione di Atacama è una regione del Cile settentrionale. È anche chiamata III Región.
Confina a nord con la regione di Antofagasta, a est con l'Argentina, a sud con la regione di Coquimbo e a ovest si affaccia sull'Oceano Pacifico. Si collega con l'Argentina attraverso il Passo di San Francisco.

## Geografia fisica
La regione è caratterizzata dalla presenza di formazioni di rilievi perpendicolari alla linea della costa che, unendo la Cordillera de la Costa con la più interna Cordigliera delle Ande danno luogo a vallate trasversali attraversate da fiumi che interrompono la depressione intermedia che caratterizza la zona situata fra i due massicci montuosi nel resto del paese.
Nella regione di Atacama la cordigliera delle Ande raggiunge un'altitudine media di circa 5.000 m s.l.m., in questa regione si trova anche la massima elevazione dello stato, il vulcano (inattivo) Ojos del Salado (6.893 m s.l.m.)
Il clima della regione è prevalentemente desertico, muovendosi verso sud aumentano lievemente le precipitazioni.
I fiumi principali della regione sono il Copiapó e il fiume Huasco, entrambi originano nella regione andina e hanno una portata relativamente costante.

## Economia
I dati di dettaglio relativi al PIL cileno del 1996 evidenziano che l'attività principale della regione è quella mineraria ed in particolare l'estrazione di rame, oro, argento e molibdeno. Nella regione, e in particolare nella valle del fiume Huasco è progettata la miniera a cielo aperto di Pascua-Lama, il progetto è però controverso a causa dei possibili danni ambientali.
La seconda attività in termini di apporto al PIL della regione è l'attività agricola ed in particolare la produzione di uva e di olive nelle valli dei fiumi Copiapó e Huasco.

## Geografia antropica

### Suddivisioni amministrative
| Provincia | Capoluogo | Comune             |
| --------- | --------- | ------------------ |
| Chañaral  | Chañaral  | 1 Chañaral         |
| Chañaral  | Chañaral  | 2 Diego de Almagro |
| Copiapó   | Copiapó   | 3 Caldera          |
| Copiapó   | Copiapó   | 4 Copiapó          |
| Copiapó   | Copiapó   | 5 Tierra Amarilla  |
| Huasco    | Vallenar  | 6 Alto del Carmen  |
| Huasco    | Vallenar  | 7 Freirina         |
| Huasco    | Vallenar  | 8 Huasco           |
| Huasco    | Vallenar  | 9 Vallenar         |